# Christian Dior
Компанія «Крістіа́н Діо́р» (фр. Christian Dior SE; МФА: [kʁis.tjɑ̃ djɔːʁ]) — французький дім моди, заснований 1946 року модельєром Крістіаном Діором і текстильним фабрикантом Марселем Буссаком. Нині 70 % Christian Dior належить французькому підприємцю Бернару Арно, який також є головою компанії і володіє холдингом «Моет Хеннесі Луї Віттон».

## Історія

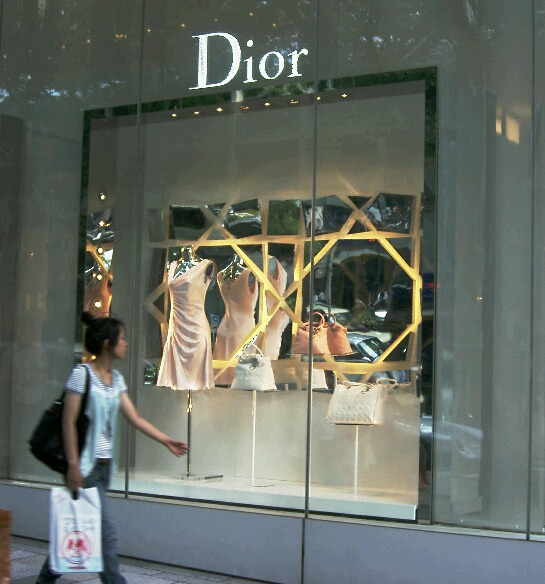
Бутік Christian Dior у Токіо

Ательє високої моди (фр. haute couture, «от кутюр») було відкрито в Парижі, в особняку на Авеню Монтень. У лютому 1947 року Діор представив першу колекцію жіночого одягу, названу американськими журналістами New Look («новий вигляд»), здійснивши переворот у світі післявоєнної моди. Уже в середині 1950-х років у компанії працювало понад 900 осіб.
Поступово під маркою Christian Dior почали створювати не тільки одяг, парфумерію, декоративну косметику та аксесуари, але і панчохи, спідню білизну, засоби догляду за шкірою. 2006 року компанія налагодила випуск косметики для чоловіків.
Модним домом Christian Dior протягом його історії керувало кілька модельєрів: після раптової смерті в 1957 році засновника дому, Крістіана Діора, провідним модельєром дому був призначений Ів Сен Лоран, що прийшов у компанію в 1953 році. Після того, як в 1960 році він був призваний на військову службу, художнє керівництво дому перейшло до Марка Боана, який був кутюр'є дому Christian Dior майже 30 років, поки в 1989 році його не змінив Джанфранко Ферре. У жовтні 1996 року на посаду головного модельєра був затверджений Джон Гальяно. У лютому 2011 року він був відсторонений від роботи за антисемітські висловлювання, в квітні наступного 2012 рок, його пост зайняв Раф Сімонс.

## Парфумерія Christian Dior
Крістіану Діор приписують вислів: «Парфум — це неперевершений відтінок жіночої індивідуальності, це останній штрих образу».
Існує 97 ароматів Dior, перший з них вийшов 1947 року під назвою «Christian Dior Miss Dior». Парфумерія Christian Dior посідає 4-е місце у світі за обсягом продажів. Парфумерному дому Dior належить безліч відкриттів в галузі отримання есенцій ароматів — наприклад, есенція конвалії і ванілі.
Над створенням ароматів Christian Dior працювали: П'єр Бурдон, Олівер Креспо, Олівер Польж, Тьєррі Вассер, Гай Роберт та інші. Серед найпопулярнішіх ароматів: Dior Miss Dior, Dior Addict, Dior Homme, серія ароматів Dior Poison, Dior Fahrenheit, Dior Miss Dior Cherie та Dior J'adore.

## Ювелірні прикраси
Прикраси Dior увібрали в себе різноманіття історичних стилів, але, не відступаючи від традиційних мотивів, ніколи не повторюються завдяки використанню сучасних матеріалів. Новаторським було застосування в прикрасах каменів з гірського кольорового кришталю, приголомшливий ефект яких він відкрив разом зі Сваровскі в 1955 р. Зараз головний дизайнер ювелірних прикрас дому Dior — Вікторія де Кастеллано.
Сьогодні ювелірні прикраси представлені в широкому асортименті і можна вибрати все, що забажає ваша душа. Подивимося для прикладу на дві недавні колекції від Christian Dior.
належить дизайнерові Джону Гальяно, вона стала для нього останньою роботою в Christian Dior. Зверніть увагу на матеріали, які використовував дизайнер — напівкоштовні камені, перли, мереживо, атлас відмінно поєднуються з пластиком і виглядають дуже розкішно.
ТРОЯНДИ, зроблена Вікторією де Кастелане (Victoire de Castellane). Колекція присвячена самому Крістіану Діор, у якого улюбленою квіткою була Королева Квітів — троянда.

## Косметика Christian Dior
Під брендом Christian Dior випускаються не тільки одяг, аксесуари і парфумерія, але і косметичні товари, декоративна косметика, засоби для догляду за шкірою. 2006 року бренд почав продукувати косметику для чоловіків Dior Homme Dermo System.

## Критика
Dior неодноразово потрапляв у скандали, пов’язані із расизмом, культурним присвоєнням та іншими видами нетактовної поведінки щодо вразливих груп. Бренд звинувачували, зокрема, у культурному расизмі, у 2000-х, 2010-х, 2022 роках.

### 2022
У контексті повномасштабного російського вторгнення та терористичних дій Росії в Україні, Dior вжив ряд заходів. Материнська компанія Dior, LVMH Moët Hennessy Louis Vuitton, заявила, що "тимчасово закриває магазини в Росії та призупиняє всю комерційну діяльність". Серед брендів LVMH – Christian Dior, Louis Vuitton і Moët & Chandon. Рішення стосується 120 магазинів і 3500 співробітників. Хоча Dior стверджує, що припинив діяльність на російських територіях, він все ще підтримує російську культуру своїми діями.
У листопаді 2022 року Dior випустив колекцію Cruise 2023. Фотографії з кампанії поширили в офіційних акаунтах бренду в соцмережах. «Вирушайте з Dior у тундру цього святкового сезону та відкрийте для себе пронизливі силуети з колекції Cruise 2023 від Марії Грації К’юрі. Білі мереживні сукні та культові моделі, такі як піджак Bar, що поєднуються з привабливими аксесуарами, такими як сумка Book Tote і сережки Tribales у замріяну колекцію», — йдеться в описі. Фотографії демонструють моделей в атрибутиці російського одягу на типовому російському пейзажі, що викликало багато суперечок у медіа.
У коментарях під публікаціями Dior у соцмережах можна побачити користувачів, які сперечаються про мотиви кампанії. З одного боку, люди підтримували бренд і дякували за підтримку російської культури. З іншого боку, аргументи стверджували, що підтримка культури, яка тим часом вбиває іншу культуру (через проведення масових ракетних ударів по цивільній інфраструктурі, здійснення численних терористичних актів, вбивства мирних жителів та знищення української культури) є, як мінімум, неетичним рішенням.